# Новіков Ілля Сергійович
Ілля́ Сергі́йович Но́віков (нар. 11 лютого 1982, Москва) — російський, згодом український, юрист, адвокат, партнер адвокатського об'єднання «Barristers», викладач, гравець «Що? Де? Коли?». Виступав захисником багатьох українських політв'язнів у Росії.
Дворазовий володар Кришталевої сови телеклубу «Що? Де? Коли?» (2004, 2014). Брав участь також в інших телепроєктах, зокрема «Колесо історії», «Своя гра», «Хто хоче стати мільйонером?», «Найрозумніший», «Жорстокі ігри».

## Життєпис
Ілля Новіков народився 11 лютого 1982 року в Москві. Батько — росіянин, мати — українка з Бердянська. Родину бабусі по материнській лінії, яка теж була родом із Запорізького Приазов'я, розкуркулили наприкінці 1920-х рр..
З відзнакою закінчив Російську академію правосуддя. Від 2005 року викладає там на юридичному факультеті й факультеті підвищення кваліфікації суддів. Від 2011 року — старший партнер у юридичному бюро «Гончарова, Новіков і партнери». Від 2013 року — партнер консалтингової компанії Tenzor Consulting Group. Зараз має статус адвоката.
Виступав на підтримку ув'язненого в Росії українського режисера Олега Сенцова під час його ув'язнення в РФ.
З початком російського вторгнення в Україну добровільно став до лав Київського окремого батальйону територіальної оборони і подав заяву на отримання українського громадянства. У жовтні 2023 року ФСБ РФ порушила проти Новікова справу за статтею про державну зраду «у формі переходу на бік противника».

### Адвокатська діяльність
Ілля Новіков був у команді захисників ув'язненої Росією української льотчиці Надії Савченко. Працюючи з цією справою, менш ніж за два роки вивчив українську мову. Після звільнення Савченко адвокати Микола Полозов і Марк Фейгін звинуватили його у веденні власної гри під час процесу і втручанні у внутрішні справи України, зокрема, просуванні певних законів.
Інший його клієнт — молдавський бізнесмен і політик В'ячеслав Платон, якого звинувачують у Молдові в шахрайстві в особливо великих розмірах і відмиванні грошей.
Представляє інтереси українських політв'язнів у Росії, зокрема Миколи Карпюка, Станіслава Клиха, Олексія Чирнія, Валентина Виговського та Ігора Кіяшка.
Має репутацію адвоката, якого остерігаються російські суди та прокуратура. Серед інших справ, Новіков виступав захисником у справі Фруде Берга, норвезького пенсіонера, засудженого в Росії за шпигунство. По поверненні додому норвежець публічно згадував епізод, коли він у в'язниці оголосив російському слідчому, що замінює свого державного адвоката на Іллю Новікова. Почувши новину, слідчий впав у паніку, припинив розмову та вибіг із приміщення.
2015 року став першим іноземцем, який отримав посвідчення адвоката України. У грудні 2017 року зареєстрував з колегами адвокатське об'єднання «Barristers».

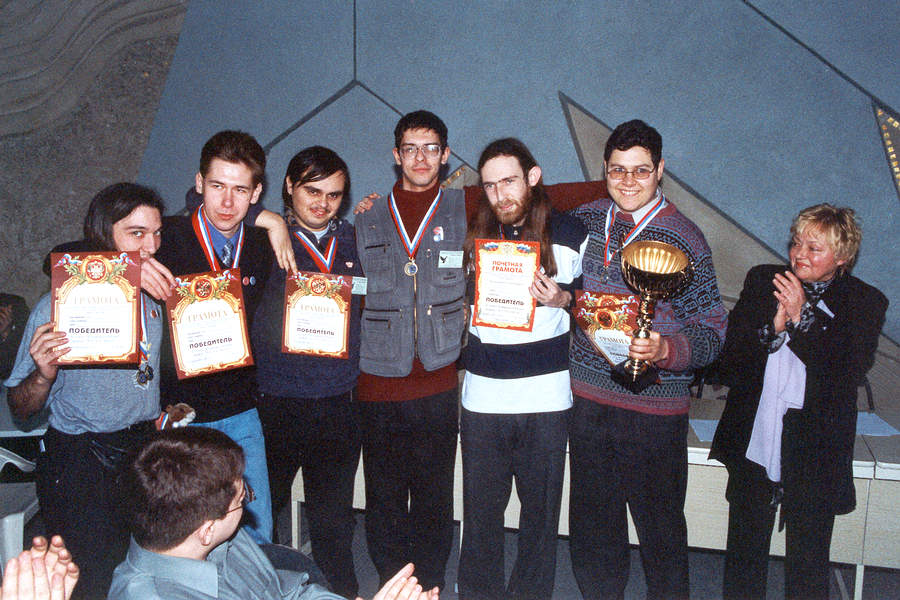
Ілля Новіков у складі команди «Ксеп», 2002

2018 року представляв інтереси російського правозахисника Оюба Тітієва в суді.
2019 року став адвокатом 5-го Президента України Петра Порошенка.

### Участь у «Що? Де? Коли?»
Дебютував у телегрі «Що? Де? Коли?» в зимовій серії 2002 року в складі команди Марини Уфаєвої, яка програла телеглядачам з рахунком 4:6. Новіков був визнаний найкращим знавцем гри. З 2003 по 2008 рік Ілля виступав у команді Алєся Мухіна, в якій також грали Олена Кісленкова, Михайло Левандовський, Петро Сухачов і Інна Друзь (у 2008 році замість неї грав Олександр Лібер). Команда вийшла у фінали чотирьох серій (зима-2003, весна-2004, осінь-2004, весна-2007), вигравши перші три, а також потрапила у фінальну гру 2003 року, яку виграла з рахунком 6:5, але «Діамантова сова» дісталася телеглядачці Марії Мельниковій. За підсумками осінньої серії 2004 року Новіков став володарем «Кришталевої сови», а в зимовій серії 2006 року зіграв у збірній команді Росії, яка перемогла в «Кубку Націй — 2006» і програла у фіналі року з рахунком 3:6.

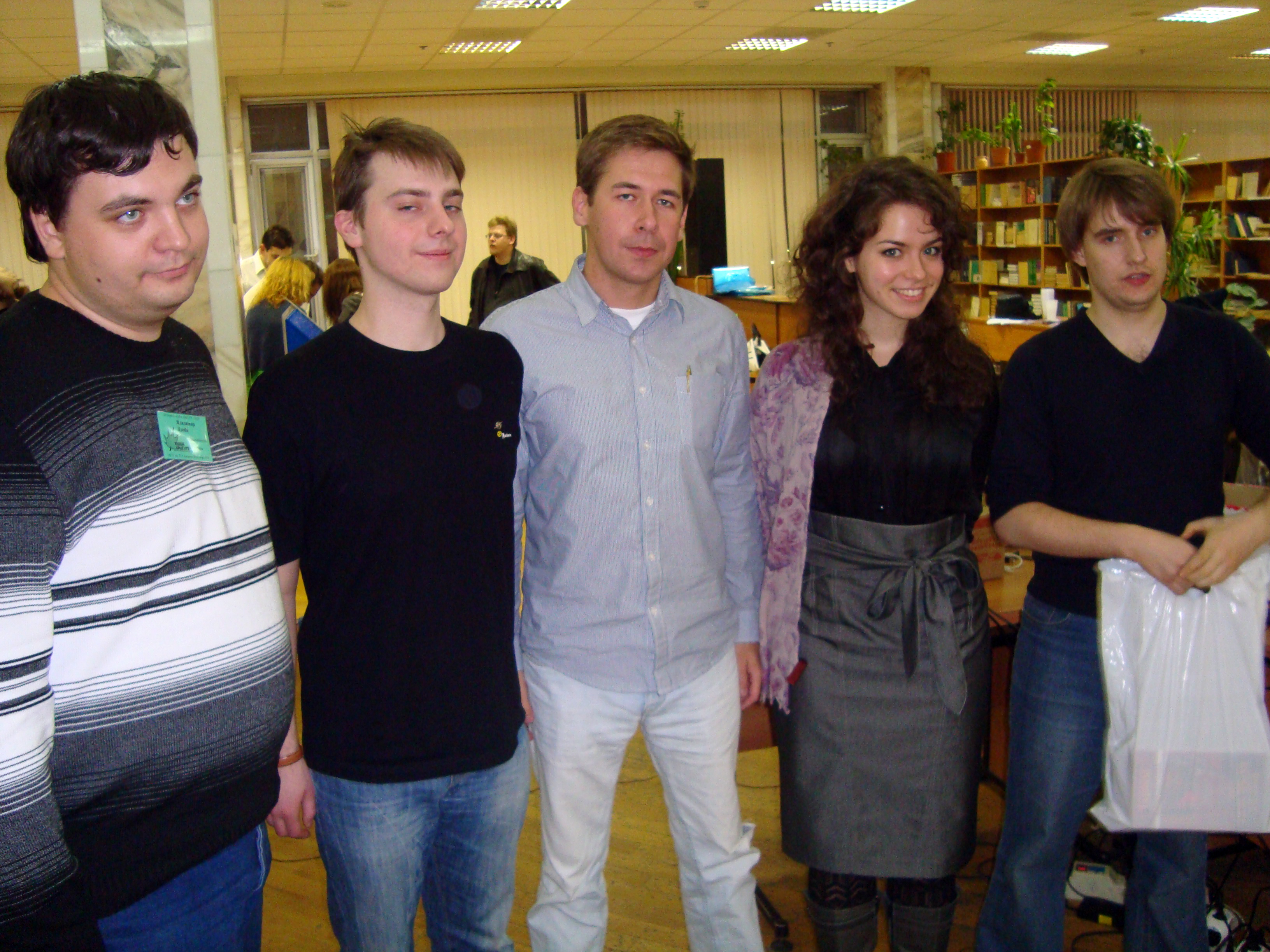
У складі команди «Вікторонопко», 2010

У 2009 і 2010 роках Новіков виступав за команду Олексія Блінова. Команда з п'яти проведених ігор виграла тільки одну, при цьому в літній серії 2009 року провідний не зарахував команді по суті правильну відповідь на питання про ризьких вантажників, версію на який давав Ілля Новіков. В осінній серії 2010 року Новіков виграв бліц у вирішальному раунді, що стало єдиним подібним випадком в історії програми, але в зимовій серії не зміг у вирішальному раунді відповісти на питання 13-го сектора про батьківщину письменника Олександра Островського і через це був позбавлений участі у фіналі року.
У 2011 році Новіков повернувся в команду Алєся Мухіна. В оновленій команді грали Григорій Алхазов, Гюнель Бабаєва, Ельман Талибов і одесит Анатолій Бугайов, який у 2014 році через початок російської збройної агресії проти України відмовився від участі в телеклубі і був замінений на Юлію Архангельську. Команда Мухіна в цьому складі в 2011—2014 роках вийшла у фінал чотирьох поспіль літніх серій, з яких три виграла (2011, 2013, 2014). За підсумками літньої серії 2011 року Новіков був визнаний найкращим гравцем серії, однак згодом добровільно відмовився від «Кришталевої сови» на користь Григорія Алхазова. У літній серії 2014 року Новіков уперше за десять років отримав «Кришталеву сову», після чого команда Мухіна вийшла у фінальну гру 2014 року, де перемогла з рахунком 6:5, і за результатами загального голосування Новіков став володарем «Діамантової сови».
У зимовій серії 2012 року Новіков зіграв у команді Михайла Барщевського, яка виграла з рахунком 6:4, і вперше у своїй кар'єрі (не рахуючи бліцу на вирішальному раунді в 2010 році) взяв супербліц.
У спортивній версії гри виступає за команду «Ксеп». Багаторазовий призер чемпіонатів світу, чемпіон світу 2014 року. Чемпіон Росії 2002, 2013 і 2014 років. Переможець Кубку Націй (неофіційно званого «чемпіонатом світу серед збірних команд») 2006 року в складі збірної Росії. Переможець студентського Кубка Європи з ЩДК 2005 року. Згідно з сайтом МАК ЩДК, входить у число 11 гравців, які взяли участь у всіх десяти перших чемпіонатах світу зі спортивного «Що? Де? Коли?». Чемпіон України зі «Що? Де? Коли?» сезону 2019/2020 у складі команди «Примати» Дніпро.
У сезоні 2016 роки команда Алєся Мухіна, в яку входить Ілля Новіков, не була допущена до гри. В інтерв'ю «Московському комсомольцю» ведучий і керівник програми Борис Крюк зізнався, що це пов'язано з участю Новікова в захисті Надії Савченко і що той не зможе більше грати в елітарному клубі знавців. Сам Новіков не вважає Крюка винним в ситуації, що склалася і розповів в інтерв'ю, що після початку справи Савченко готовий був піти з передачі в будь-який момент за власною ініціативою. Через короткий час в ЗМІ з'явилася інформація, що Новіков буде грати в передачі «Що? Де? Коли?» на українському телебаченні.

### Інші телевізійні проєкти
Уперше з'явився на екрані 1996 року в програмі «Колесо історії» (випуск з Юрієм Нікуліним) як глядач у студії, давши вичерпну відповідь на одне з запитань вікторини. У тому ж році брав участь у телегрі «Своя гра», став наймолодшим учасником гри за цілу історію (13 років 10 місяців на момент зйомок). Через 5 років знову повернувся в «Свою гру», вибив з гросмейстерської ложі Ларису Архіпову й отримав за це комп'ютер. У 2002 році в 45-й грі сезону обіграв гросмейстера Олександра Едігера, позбавивши команду гросмейстерів ще одного гравця і завоювавши золоте перо ручної роботи від компанії Erich Krause.
Як одного з найвідоміших знавців його запрошували в інші інтелектуальні телешоу, в тому числі «Хто хоче стати мільйонером?» і «Найрозумніший».
2011 року в парі зі співачкою Оленою Перовою став фіналістом проєкту «Жорстокі ігри», де показав досить високий рівень фізичної і психологічної підготовки. Брав участь у проєкті «Детектив-шоу».

## Особисте життя
Народився в російсько-українській сім'ї; мати — українка. Крім рідної російської володіє українською та англійською мовами.
Був одружений з Анастасією Шутовою, також гравцем ЩДК. Весільна церемонія пройшла під час спільного круїзу на Північний полюс на криголамі «50 років Перемоги». Раніше Новіков був у близьких стосунках з іншою учасницею телегри, Оленою Потаніною. У 2015 році Шутова і Новіков розлучилися.